# باشگاه فوتبال پوایکورا
باشگاه فوتبال پوایکورا (که همچنین با نام آرورنگی شناخته می‌شود) یک باشگاه فوتبال در جزایر کوک است که در آرورنگی، جزایر کوک واقع شده است. این تیم در حال حاضر در مسابقات لیگ برتر فوتبال جزایر کوک بازی می‌کند. آنها دو قهرمانی جام جزایر کوک را در سال‌های ۱۹۸۵ و ۱۹۸۷ و یک جام حذفی جزایر کوک در سال ۱۹۸۵ کسب کرده‌اند. آنها در سال ۲۰۰۴ در لیگ برتر جزایر کوک شرکت کردند، جایی که ششم شدند.

## عناوین
- لیگ برتر جزایر کوک: ۴ قهرمانی[۳]
- جام حذفی جزایر کوک: ۳ قهرمانی[۴]